# Лазука Наталія Петрівна
Наталія Петрівна Лазука (нар. 21 січня 1978, с. Ромашівка, Україна) — українська журналістка, телеведуча, редакторка, поетка, письменниця, блогерка, модельєрка, художниця-самоучка.

## Життєпис
Наталія Лазука народилася 21 січня 1978 року в селі Ромашівка Чортківського району Тернопільської області в родині завідувача ферми і бригадира Петра і кіномеханікині Ольги.
Поетична натура відкрилася ще у початкових класах. Вже тоді пробувала римувати. У підлітковому віці цілими днями малювала ікони і портрети.
У листопаді 1987 року з батьками і сестрою Любою переїхали до сусіднього села Ридодуби. У новій школі проявила себе швидким читанням вголос і вмінням малювати.
Закінчила Ромашівську (1987), Ридодубівську (1993) та Косівську (1995) середні школи; Тернопільський експериментальний інститут педагогічної освіти (1996, вивчала польську мову та зарубіжну літературу), курси електронно-обчислювальних машин Гусятинського коледжу ТНТУ (1998), курси крою і шиття Тернопільського професійно-технічного училища № 3 (2000, нині вище професійне училище сфери послуг та туризму), Тернопільський національний педагогічний університет (2007, спеціальність — історія і правознавство).
Працювала редакторкою видавництва «Джура» (2001), радіожурналісткою Тернопільської державної телерадіокомпанії (2001—2008); в газеті «Подільське слово» (2005), від 2008 — на тернопільському телебаченні: ведуча програм «Долі людські», «Ранок з ТТБ», «Абетка гурмана».
Публікується у «Газеті по-українськи» і журналі «Країна» (від 2005).

## Громадська діяльність
Наприкінці 2019 і на початку 2020 року стала учасницею скандалу. Коли у червні 2019 року повернулася на телебачення після декретної відпустки, Тернопільська державна телерадіокомпанія зазнала змін. Це вже Суспільне телебачення. Журналістка отримала шквал критики від нових колег і нового керівництва, які вирішили не допустити її до ведення прямих ефірів. 29 листопада 2019 року на сайті «Про все» вийшло інтерв’ю із Наталією, в якому вона розповіла про цькування на роботі. У липні 2020 року звільнена і ПАТ «НСТУ» «Тернопільська регіональна дирекція». Лазука з цим не погодилася і подала до суду.
У червні 2020 року разом з колегами взяла участь у протесті проти скорочення мовлення на Суспільному. Доєдналися до всеукраїнської акції.

## Творчість
У 1994 році вперше почала публікувати поезію у чортківській районній газеті. У 2002 році видала поетичну збірку «Танець квітки».
У 2009 році вперше написала про художницю Олесю Гудиму. Тоді її особливо ніхто ще не знав.
З 2009 року — вела концерти.
У 2011 році побачило світ друге видання — подвійна книжка, яку видали спільно із сестрою Любою. Збірка двостороння і має дві назви — «Кохання@весна.крапка.net» / Наталя Лазука і «Готика вітру» / Люба Лазука.
У грудні 2019 року зробила сюжет на Суспільному про чоловіка без ніг, який власноруч сапає город і обробляє господарку. Відео за місяць набрало 4,5 мільйонів переглядів.
2025 року видала третю збірку «Записи на кіноплівці».
Учасниця музичних фестивалів. Виступала із авторськими піснями. Коли пішла в журналістику, залишила сцену і спів. У доробку є багато авторських пісень. Музику не полишає.
Захоплювалася моделюванням одягу. Самотужки вчилася шити за викрійками журналу «Бурда». Вчилася шити від спеціалістів (1999—2000).
Спільно із донькою пише картини. Під час карантину навесні 2020 року написала серію картин на полотні. Дуже надихають настанови тернопільської художниці Ірини Кравчук. Її мистецьке середовище «Синя пташка» — як прихисток для творчих душ.
Опановує арабські танці.

## Публікації
- «Бандера завжди був з охороною, бо радянська влада полювала» [Архівовано 5 листопада 2019 у Wayback Machine.] // Gazeta.ua, 1 листопада 2019 р.
- «Наслала мені змій — не було де стати на подвір'ї [Архівовано 13 квітня 2022 у Wayback Machine.]» // Gazeta.ua, 6 листопада 2018 р.
- «Купили Жигулі на двох. А як ділити? Вирішили одружитися» // Gazeta.ua, 30 травня 2017 р.
- «Жінка каже: «Ти такий старий, тобі вже того треба? [Архівовано 21 березня 2019 у Wayback Machine.]» // Gazeta.ua, 19 березня 2019 р.
- На цитрі грали там, де проходили бої Січових стрільців. Влада назвала інструмент націоналістичним і заборонила [Архівовано 28 лютого 2019 у Wayback Machine.] // Gazeta.ua (журнал «Країна»), 27 лютого 2019 р.